# Bermudas en los Juegos Centroamericanos y del Caribe
Bermudas participa en los Juegos Centroamericanos y del Caribe desde la XII edición, realizada en Santo Domingo en 1974.	
El país está representado por el Comité Olímpico de Bermudas y para la fecha no ha sido sede de los Juegos Centroamericanos y del Caribe.

## Medallero histórico
| Año   | País                               | Sede                       | Posición | Oro | Plata | Bronce | Total |
| ----- | ---------------------------------- | -------------------------- | -------- | --- | ----- | ------ | ----- |
| 1926  | Bandera de México                  | Ciudad de México           |          |     |       |        |       |
| 1930  | Bandera de Cuba                    | La Habana                  |          |     |       |        |       |
| 1935  | Bandera de El Salvador             | San Salvador               |          |     |       |        |       |
| 1938  | Bandera de Panamá                  | Ciudad de Panamá           |          |     |       |        |       |
| 1946  | Bandera de Colombia                | Barranquilla               |          |     |       |        |       |
| 1950  | Bandera de Guatemala               | Ciudad de Guatemala        |          |     |       |        |       |
| 1954  | Bandera de México                  | Ciudad de México           |          |     |       |        |       |
| 1959  | Bandera de Venezuela               | Caracas                    |          |     |       |        |       |
| 1962  | Bandera de Jamaica                 | Kingston                   |          |     |       |        |       |
| 1966  | Bandera de Puerto Rico             | San Juan                   |          |     |       |        |       |
| 1970  | Bandera de Panamá                  | Ciudad de Panamá           |          |     |       |        |       |
| 1974  | Bandera de la República Dominicana | Santo Domingo              | 17/      | 0   | 0     | 1      | 1     |
| 1978  | Bandera de Colombia                | Medellín                   | 13/      | 1   | 0     | 1      | 2     |
| 1982  | Bandera de Cuba                    | La Habana                  | 19/      | 0   | 0     | 2      | 2     |
| 1986  | Bandera de la República Dominicana | Santiago de los Caballeros |          | -   | -     | -      | -     |
| 1990  | Bandera de México                  | Ciudad de México           | 16/      | 0   | 1     | 5      | 6     |
| 1993  | Bandera de Puerto Rico             | Ponce                      | 19/      | 0   | 2     | 1      | 3     |
| 1998  | Bandera de Venezuela               | Maracaibo                  |          | -   | -     | -      | -     |
| 2002  | Bandera de El Salvador             | San Salvador               |          | -   | -     | -      | -     |
| 2006  | Bandera de Colombia                | Cartagena de Indias        | 26/      | 0   | 0     | 1      | 1     |
| 2010  | Bandera de Puerto Rico             | Mayagüez                   | 17/      | 1   | 1     | 3      | 5     |
| 2014  | Bandera de México                  | Veracruz                   |          | -   | -     | -      | -     |
| Total | Total                              |                            |          | 2   | 4     | 14     | 20    |